# Група на Ладош
Групата на Ладош (на полски: Grupa Ładosia), наричана още Бернска група (Grupa berneńska), е нелегална полско-еврейска структура в Берн, Швейцария по време на Втората световна война.
Занимава се с изработка на фалшиви паспорти на държави от Латинска Америка, предоставяни на евреи, които благодарение на тях избягват извозване до германските лагери на смъртта и са изпращани в лагери за интернирани в Германия и в окупирана Франция. Така много от тях оцеляват до края на войната. До началото на 2020 г. Институтът „Пилецки“ успява да състави списък с над 3 хиляди евреи, които полските дипломати се опитват да спасят. От тях оцеляват най-малко няколкостотин.

## Състав на групата
Групата се състои от 4 дипломати от легацията на Република Полша, представител на Комитета RELICO (Комитет за помощ на евреите, жертви на войната), създаден от Световния еврейски конгрес) и представител на „Агудат Израел“. От общо 6 членове на групата има 5 полски граждани, половината са с еврейски произход.
Членове на групата са: 
- Александер Ладош (1891 – 1963), полски посланик в Берн в периода 1940 – 1945 г.
- Абрахам Силбершайн (1881 – 1951), адвокат, ционистки активист, бивш член на Сейма на Полша, основател на комитета за спасение RELICO
- Константи Рокицки (1899 – 1958), полски консул в Берн в периода 1939 – 1945 г.
- Хаим Айс (1876 – 1943), търговец, роден в Устшики Долне, активист на „Агудат Израел“ от Цюрих
- Стефан Риневич (1903 – 1987), съветник в полската легация в периода 1938 – 1945 г., заместник на посланик Ладош
- Юлиуш Кюл (1913 – 1985), аташе в полската легация, отговарящ за контакти с еврейски организации

Групата на Ладош е неформален кръг – няма структура, а контактите между членовете ѝ са несиметрични. При изработването на паспортите основните контакти са между консул Константи Рокицки, който е прекият автор на повечето паспорти и се занимава с купуването им на черния пазар, и Абрахам Силбершайн и Хаим Айс, които се заемат с нелегалното пренасяне на паспортите, личните данни и снимките и финансират по-голямата част от операцията. Задачата на Александер Ладош и Стефан Риневич е да осигурят подкрепата на бернския дипломатически корпус и да попречат на швейцарската полиция да разруши организацията. Юлиуш Кюл, който в момента на избухване на войната е 26-годишен доктор по икономика в Университета в Берн, осигурява безопасни контакти между еврейските организации и легацията, а по-късно поема и функцията на заместник-шеф на консулската служба. Занимавал се е вероятно и с нелегалната доставка на формуляри.

## Исторически контекст
През септември 1939 г. Полша е нападната от Нацистка Германия, после е разделена между Германия и Съветския съюз на 2 окупационни зони. Почти цялото 36-милионно население на страната, включително над 3 милиона евреи, се оказва под германско и съветско управление. Седалището на довоенното Правителство на Полша в изгнание, намирало се първоначално Париж, после в Анже, накрая в Лондон от края на юни 1940 г. (след капитулацията на Франция), е представлявано в континенталната част на Западна Европа от легациите на Полша в Швейцария, Португалия, Испания и Швеция. Останалите държави или попадат под германска окупация или – под натиска на Нацистка Германия – затварят полските дипломатически представителства.
От април 1940 г. шеф на представителството в Швейцария става Александер Ладош, посланик в Латвия (1923 – 1926) и генерален консул в Мюнхен (1927 – 1931) преди войната. Когато поема представителството в Швейцария, другите 3 дипломати (бъдещи членове на групата на Ладош) вече работят там – Риневич от 1938, Кюл и Рокицки от 1939 г. Абрахам Силбершайн пристига в Женева 3 седмици преди избухването на войната, за да участва в Световния конгрес на евреите, а Хаим Айс пребивава в Швейцария от началото на XX век като собственик на магазин в Цюрих. И двамата представители на еврейски организации не са се познавали преди войната.

## Зараждане на идеята
Според Юлиуш Кюл идеята за създаване на фалшиви латиноамерикански паспорти се ражда през 1939 – 1940 г. и първоначално няма връзка с по-късния холокост. Трябвало да бъдат изработени няколко десетки парагвайски документи, за да могат влиятелни евреи от районите, окупирани от Съветския съюз, да напуснат страната през Япония. Легацията идентифицира почетния консул на Парагвай, нотариус от Берн Рудолф Хюгли, който е готов да продаде празни паспорти. Не е известно кой ги е попълнил и как са изпратени в Съветския съюз, но трябва да се има предвид, че в края на 1939 г. и началото на 1940 г. между Берн и съветската граница все още има пояс от неутрални държави и преминаването на границата формално е възможно. Първоначално се смята, че това ще са действия с индивидуален характер, тъй като могат да бъдат разкрити, но по-късно започва постоянното издаване на подобни документи. Най-известният пример е получаването на паспорт от Ели Стърнбах за бъдещата му съпруга Гута Айзенцвайг и нейната майка през ноември 1941 г. Броят на издадените паспорти се увеличава през 1941 г. по време на германското нападение над Съветския съюз и след създаването на еврейските гета. В повечето случаи притежателите на такъв документ биват освободени от задължението да живеят в гето и да носят лента с Давидовата звезда. Схемата за производство на паспорти се разгръща напълно през 1942 г., след Ванзейска конференция, когато започва масовото избиване на европейските евреи. От този момент латиноамериканските паспорти основно защитават от депортиране в лагери за унищожение, а притежателите им са изпращани в лагери за интерниране в Германия и окупирана Франция. 

## Паспорти наПарагвай
Първоначално основен център на паспортната операция е оста RELICO – полско представителство. Силбершайн изпраща на консул Рокицки списъци на лица, обхванати от паспортизацията, а той ги записва и задвижва изработването на парагвайски паспорти. На свой ред Рокицки изпраща паспортите или техни нотариално заверени копия на Силбершайн. Най-старият, намерен до този момент паспорт, е издаденият за краковското семейство лекари Мария и Хенрик Голдбергер с дата 27 май 1940 г. Парагвайските власти потвърждават гражданството на съпрузите и молят те да бъдат освободени от лагера Вител и да ги разменят с германски военнопленници, държани в съюзническите страни. Номерата на паспортите, намерени в архива на Силбершайн в Яд Вашем, сочат, че са изработени 3 серии документи и броят им е най-малко 1056. Паспортите са били издавани за човек или за няколко души заедно, поради което се счита, че в тях са били вписани най-малко 2100 души. Паспорт струва от 500 до 2000 франка, като събраните пари отиват при Рудолф Хюгли, а самите дипломати са водени от хуманни подбуди. Същевременно са изготвени и т.нар. писма – потвърждаване на парагвайско гражданство без попълване на паспорт. Притежателите на такива писма са поне толкова на брой, колкото и притежателите на парагвайски паспорти. 

## Паспорти наПеруиСалвадор
През 1943 г. Силбершайн се свързва с консула на Перу в Женева Хосе Барето, комуто връчва 10 – 12 000 франка за 28 паспорта. Информацията за това обаче достига до генералния консул на Перу и Барето е уволнен. Риневич предприема неуспешна намеса, за да спаси Барето и да прикрие въпроса, предизвиквайки подобни действия и от страна на полската легация в Лима. През 1943 г. Силбершайн се свързва с еврейския служител на Генералното консулство на Салвадор в Женева Жорж Мандел-Мантело (György Mandl), който, най-вероятно със съгласието на своя шеф – главен консул Артуро Кастеланос, му предоставя попълнени паспорти и удостоверения за гражданство. През 2010 г. Артуро Кастеланос е обявен от Яд Вашем за Праведник на света.

## Паспорти наХондурас,Хаитии др.
За да получи паспорти на Хондурас, Силбершайн се свързва с Антон Бауер, бивш почетен консул на Хондурас, който открадва печат и издава документите нелегално в бюрото си в Берн. Получател на писмата на Силбершайн е Изабелла, дъщерята на Бауер, а в някои случаи издаването на документите става с посредничеството на Рокицки.

## Резултати от дейността
Абрахам Силбершайн докладва през 1944 г., че в резултат от дейността на групата 10 000 души са спасени от масово депортиране в германски лагери за унищожение. Според него тези хора са били в лагерите за интернирани Титмонинг, Либенау и Бьолзенберг в Германия и в лагера Вител във Франция. През 1944 г. нацистите ликвидират лагера във Вител, убивайки между 200 и 300 затворници, но повечето изброени от Силбершайн лагери не са ликвидирани. Документ сочи, че само в лагера Берген-Белзен малко преди освобождаването е имало повече от 1100 притежатели на паспорти. Силбершайн пише също, че е срещнал повечето от тях по време на посещението си в Полша през май 1946 г. През 2019 г. под редакцията на Якуб Кумох е публикуван списък с имената на 3262 евреи, които са получили паспорти от Групата на Ладош. Списъкът съдържа и имената на държавите, чиито документи е получило даденото лице. Според изследванията към дата 24 октомври 2019 г. имената на 5000 до 7000 притежатели на паспорти остават неизвестни.  

## Памет за групата
На 28 декември 2018 г., в навечерието на годишнината от смъртта на депутата Александър Ладош, на варшавското гробище Повонзки се провежда служба с участието на полския министър на външните работи Яцек Чапутович, заместник държавния секретар на Министерството на културата и националното наследство Магдалена Гавин, както и роднини на министър Александър Ладош и консул Константин Рокицки. 
През юни 2019 г. членовете на Групата на Ладош са отличени посмъртно с медали Virtus et Fraternitas.
С решение на полския Сейм 2021 г. е обявена за година на Групата на Ладош.

## Институт Яд Вашем
През април 2019 т. Институтът Яд Вашем обявява, че е присъдил званието „Праведник на света“ на консула Константин Рокицки, когото приема за лидер на Групата на Ладош и изразява признателност на „консулите” Александер Ладош и Стефан Риневич. Решението, съдържащо сериозни фактологични грешки (Ладош и Риневич са шефове на Рокицки, а не негови подчинени и никой от тях не е консул), е посрещнато с протест от страна на семейството на Рокицки, чийто представител отказва да приеме медала, докато не бъде изяснен случаят с другите 2 дипломати. Решението предизвиква реакция и от страна на над 30 спасени от Групата на Ладош евреи, които изпращат протестно писмо до Яд Вашем. Посланикът Якуб Кумох на Република Полша в Швейцария определя решението на Яд Вашем като „недоразумение”.